# تشيك فولمر
تشيك فولمر (بالإنجليزية: Chick Fulmer)‏ هو لاعب كرة قاعدة أمريكي، ولد في 12 فبراير 1851 في فيلادلفيا في الولايات المتحدة، وتوفي بنفس المكان في 15 فبراير 1940.

## وصلات خارجية
- تشيك فولمر على موقعبيزبول رفرنس.كوم (الدوري الرئيسي) (الإنجليزية)
- تشيك فولمر على موقعبيزبول رفرنس.كوم (الدوري الثانوي) (الإنجليزية)